# إدي جنكينز (لاعب كرة قدم)
إدي جنكينز (بالإنجليزية: Eddie Jenkins)‏ هو لاعب كرة قدم بريطاني، ولد في 16 يوليو 1909 في كارديف في المملكة المتحدة، وتوفي بنفس المكان في 5 أغسطس 2005. لعب مع نادي بريستول سيتي.